# John Ngugi
John Ngugi (10 de mayo de 1962 en Nyahururu, Kenia) es un corredor keniano ya retirado especializado en pruebas de fondo y campo a través. Fue campeón olímpico de los 5.000 metros en los Juegos de Seúl 1988. y cinco veces campeón del mundo de campo a través.
Ngugi se dio a conocer mediados de los años 1980 en las pruebas de cross-country, especialidad en la que consiguió cinco títulos de campeón del mundo, cuatro de ellos consecutivos (1986-1989 y 1992). Esto es algo que nadie había conseguido antes.
El corredor marroquí Khalid Skah, rompió su racha de victorias consecutivas en un trepidante sprint final en el que estuvieron luchando por la victoria cinco corredores. 
En pista, participó en los Campeonatos del Mundo de Roma de 1987 en la prueba de 5.000 metros. Tras ganar cómodamente su serie clasificatoria, parecía uno de los candidatos a medalla, pero acabó en una decepcionante 12.ª posición.
En los Juegos Olímpicos de Seúl 1988 ganó la medalla de oro de los 5.000 metros, después de correr en solitario casi toda la prueba. Su marca de 13:11,70 fue la mejor del mundo ese año. Segundo fue el alemán occidental Dieter Baumann (13:15,52) y tercero el alemán oriental Hansjörg Kunze (13:15,73)
En los Juegos de la Commonwealth de Auckland en 1990, Ngugi ganó la medalla de plata en los 5.000 metros, viéndose superado en el sprint final por el casi desconocido australiano Andrew Lloyd, que le venció por solo ocho centésimas. Esta fue su última competición importante antes de su retirada.
En 1993 rehusó pasar un control antidopaje por sorpresa y por ello recibió dos años de suspensión, lo que supuso el final de su carrera deportiva.

## Marcas personales
- 5.000 metros - 13:11,14 (Bruselas, 10 Ago 1990)
- 10.000 metros - 27:11,62 (Bruselas, 13 Sep 1991)